# Liddle Towers
Liddle Towers (* 1936 in Chester-le-Street, County Durham; † 9. Februar 1976 im Dryburn Hospital, County Durham) war ein 39 Jahre alter Elektriker und Amateurboxtrainer aus Chester-le-Street, County Durham, der 1976 im Anschluss an eine polizeiliche Unterbringung starb. Sein Tod wurde im Vereinigten Königreich mit Polizeibrutalität assoziiert und von der britischen Punkbewegung mehrfach mit Liedern bedacht.

## Tod
Liddle Towers wurde am 16. Januar 1976 außerhalb des Key Club in Birtley, County Tyne and Wear festgenommen. Nachdem er sich der Festnahme widersetzte, wurde er von sechs Polizisten festgesetzt und in einem Hundewagen der Polizei abtransportiert. Anschließend wurde er in das Polizeirevier von Gateshead gebracht. Um vier Uhr Morgens brachte man ihn ins Queen Elizabeth Hospital, nachdem er sich über Schmerzen beklagte. Dort wurden keine Verletzungen festgestellt und er wurde wieder in seine Gefängniszelle gebracht. Um 10 Uhr des gleichen Tages wurde er entlassen. Am 9. Februar 1976 verstarb Towers im Dryburn Hospital an seinen Verletzungen, die er in der Nacht vom 15. auf den 16. Januar erlitten hatte.
Towers hatte nach seiner Verhaftung angegeben, er sei in der Nacht von mehreren Polizisten verprügelt worden. Einem Freund erzählte er vor seinem Tod, bereits bei einer Verhaftung sei er schwer zusammengeschlagen worden, aber das wäre nichts im Vergleich zu dem, was in der Zelle passiert sei. Ein Taxifahrer, der Augenzeuge der Schlägerei war, bestätigte später, die Polizei habe übermäßige Brutalität bei der Verhaftung angewendet. So habe ein Polizeibeamter auf seinem Kopf gestanden, während weitere Männer auf ihn eingetreten hätten. Auch sein Hausarzt bestätigte vor Gericht, dass er schwere Verletzungen erhalten habe.
Am 8. Oktober 1976 bezeichnete das Gericht den Tod von Towers als „justified homicide“, also eine „gerechtfertigte Tötung“ aus dem Notwehrrecht der Polizeibeamten. Über den Fall wurde in nationalen Medien berichtet und das Urteil wurde stark kritisiert. Insbesondere gab es vermehrt Zweifel an der Zuverlässigkeit und Integrität der Polizeibeamten von Northumbria. Am 3. Mai 1977 gab der Generalstaatsanwalt bekannt, dass der Director of Public Prosecutions eine weitere Verfolgung des Falles in einem Schriftwechsel mit dem MP Giles Radice abgelehnt habe. Am 8. Juli lehnte auch der Innenminister eine Neuaufnahme des Verfahrens mit Verweis auf den S32 Police Act von 1964 ab.
Schließlich ordnete im Juni 1978 der Queen’s Bench Divisional Court eine Neuuntersuchung des Falles an. Das Urteil lautete dieses Mal „death by misadventure“, also „Tod aus unglücklichen Umständen“. Die Polizisten wurden abermals freigesprochen.

## In der Populärkultur
1978 veröffentlichte die Punkband Angelic Upstarts eine Single mit dem Titel The Murder of Little Towers (Der Mord an Liddle Towers). Unter dem Namen „Dave Goodman and Friends“ veröffentlichte Sex-Pistols-Produzent Dave Goodman eine Single mit dem zynischen Titel Justifiable Homicide. 1979 widmete die Tom Robinson Band ihr Album TRB Two Mrs. Mary Towers, der Mutter von Liddle. Auch das Lied Blue Murder handelt von dem Fall.
The Jam klagten 1977 in dem Lied Time for the Truth Polizeigewalt an und schrieben die Textzeile „Bring forward the six pigs, We wanna see them swing so high“ (in etwa: „Zeigt uns die sechs Bullenschweine, wir wollen sie hängen sehen“). Bereits bei ihrer Debütsingle In the City befand sich die Textzeile „In the city there's a thousand men in uniforms And I've heard they now have the right to kill a man“ („In der Stadt gibt es abertausende Menschen in Uniformen/und ich habe gehört, die haben nun auch das Recht einen Mann zu töten“), die sich ebenfalls auf den Vorfall bezog. Auch die Oi!-Band The Crux veröffentlichten einen Song zum Thema.